# Tersefanu
Tersefanu (gr. Τερσεφάνου) – wieś w Republice Cypryjskiej, w dystrykcie Larnaka. W 2011 roku liczyła 1299 mieszkańców.